# Europejska Nagroda Muzyczna MTV dla najlepszego wykonawcy urban music
Europejska Nagroda Muzyczna MTV dla najlepszego wykonawcy urban music (muzyki miejskiej) – nagroda przyznawana przez redakcję MTV Europe podczas corocznego rozdania MTV Europe Music Awards. Nagrodę dla najlepszego wykonawcy muzyki urban po raz pierwszy przyznano w 2007 r. Zastąpiła kilka innych nagród wcześniej przyznawanych dla najlepszych wykonawców muzyki: hip-hop, rap, r’n’b, pop, dance. O zwycięstwie decydują widzowie za pomocą głosowania internetowego i telefonicznego (smsowego).

## Zwycięzcy i nominowani

### 2007
- Rihanna
  - Beyoncé
  - Gym Class Heroes
  - Timbaland
  - Justin Timberlake
  - Kanye West

### 2008
- Kanye West
  - Beyoncé
  - Chris Brown
  - Alicia Keys
  - Lil Wayne

### 2009
- Jay-Z
  - Ciara
  - Eminem
  - Kanye West
  - T.I.